# 三好三人眾
三好三人眾是日本戰國時代阿波國三好氏的三名武將——三好長逸、三好政康及岩成友通的統稱。
阿波三好氏早期的家史非常模糊，其自稱出自小笠原氏。關於三人各自生平的可考記載不多。三好長逸（自稱日向守）、三好政康（自稱下野守）是三好長慶的同族，岩成友通（主稅助）是三好氏重臣。三好長逸可能是三好之長之孫，三好長光之子。三好政康可能是三好政長（三好宗三，越前守）之子，三好政勝（為三）之兄。
在三好長慶為三好氏當主的全盛時期，三人是地位次于三好義興、松永久秀、安宅冬康等人而在三好康長之上的大將。三好長慶死後不久，三好家就分裂為以三好三人眾和篠原長房（三好義賢家臣）為首的三好氏家臣勢力（三好三人眾、淡路眾、阿波眾）和三好氏逆臣松永久秀控制下的三好氏當主三好義繼兩派。雙方在永祿八年（1565年）至元龟四年（1573年）的近十年间在近畿展開大規模混戰，戰火遍佈攝津、山城、河内、和泉、大和等國，導致了三好家的徹底衰落以至滅亡，也為織田信長進京上洛打開了大門。
永祿八年（1565年）五月十九日，三好三人眾與松永久秀聯手在二條城殺死了室町幕府第13代將軍足利義輝。隨後三好三人眾與松永久秀決裂，進攻三好義繼的居城飯盛城，挾持了三好家當主三好義繼。其後在混戰中雙方各有勝負。
永祿九年（1566年）三好家為三好長慶舉行了葬禮。三好三人眾起兵上洛，企圖擁立平島公方足利義親為室町幕府第14代將軍。
永祿十年（1567年）三好義繼逃離高屋城投奔松永久秀。永祿十一年（1568年）三好三人眾攻入松永久秀領有的大和國境内，但突然遭到織田家武將的柴田勝家、坂井政尚等人的圍攻，力戰不敵後退往阿波。而三好義繼與松永久秀則向織田信長投降。隔年正月，三好三人眾再度舉兵進入畿內，與織田信長擁立的第15代將軍足利義昭及織田軍作戰，失敗後再次退回阿波（本圀寺之變）。永祿十二年（1569年）三好三人眾與足利義昭和解，開始支持足利義昭對抗織田信長。
永祿十三年（1570年）三好三人眾聯合三好家安宅信康（三好長慶之侄）的淡路眾與篠原長房的阿波眾，總計兩萬餘兵力與織田家各路兵馬在畿內展開拉鋸戰，一度收復了大片三好家舊領。元龜二年（1571年）松永久秀與三好三人眾和解，共同進攻織田家的附屬勢力。
元龜四年（1573年），武田晴信上洛的威脅解除，織田信長進攻足利義昭及支持將軍的三好氏。岩成友通在山城國淀城與織田家臣細川藤孝的戰鬥中戰死（淀城之戰）。三好政康開高屋城向織田信長投降。三好長逸則去向不明。之後三好三人眾不再見於記載。

## 民間傳說
在日本的一些民間故事和文藝作品中，三好政康後來出家為僧，法號清海，人稱三好清海入道。三好政康之弟三好政勝出家後人稱三好伊三入道。兩人加入丰臣氏家臣真田信繁（真田幸村）麾下的真田十勇士，並在慶長二十年（1615年）的大坂夏之陣中與德川家康的軍隊作戰。但史書中並沒有記載。而到大坂夏之陣時，即使三好政康仍然活著，也年事已高，不可能再作為兵士或忍者作戰。三好清海和三好伊三可能是以三好政康和三好政勝為模型杜撰出來的人物，或是三好家的後人。

## 相關鏈接
- 三好長慶
- 室町幕府
- 織田信長
- 篠原长房
- 松永久秀
- 真田信繁
- 真田十勇士